# Lancer du marteau masculin aux Jeux olympiques de 1908
Pour un article plus général, voir Athlétisme aux Jeux olympiques de 1908.
Navigation
Saint Louis 1904 Stockholm 1912

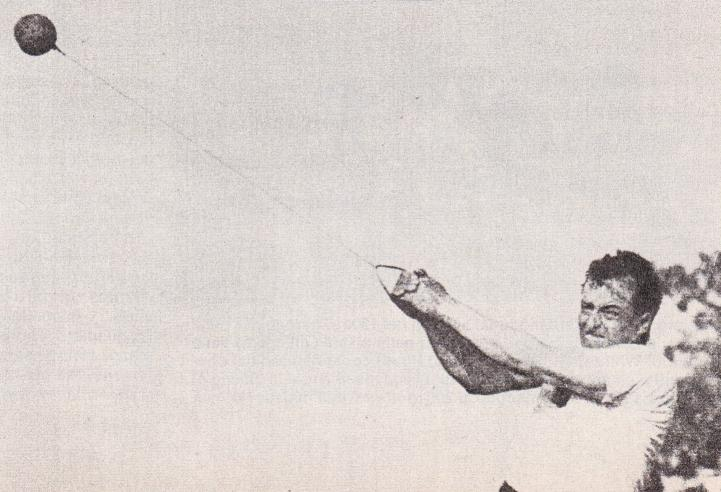
John Flanagan, médaillé d'or au lancer du marteau aux Jeux olympiques de Londres 1908

L'épreuve du lancer du marteau masculin aux Jeux olympiques de 1908 s'est déroulée le 14 juillet 1908 au White City Stadium de Londres, au Royaume-Uni. Elle est remportée par l'Américain John Flanagan.